# Oberhessische Presse

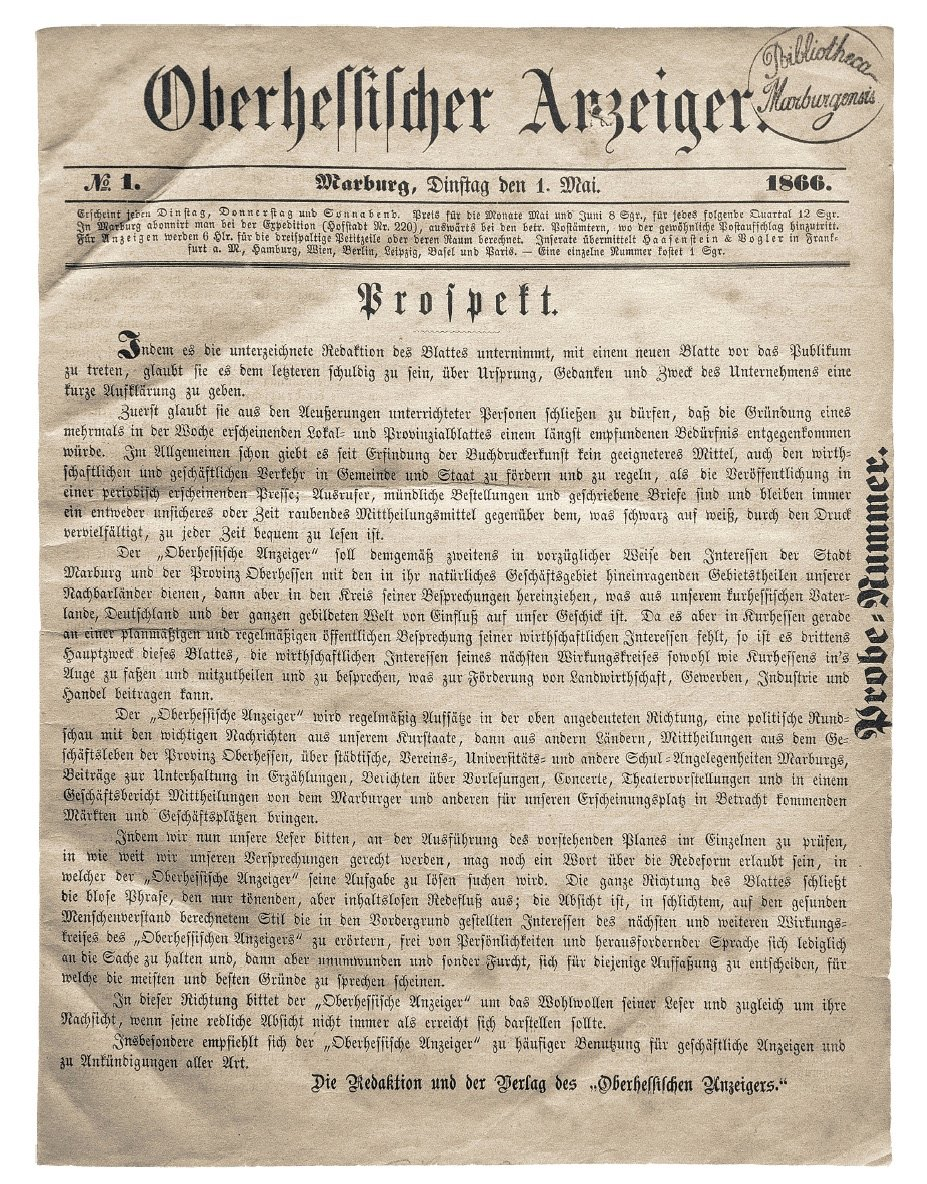
Erstausgabe des Oberhessischen Anzeigers vom 1. Mai 1866

Die Oberhessische Presse (kurz OP) ist eine Regionalzeitung für den Landkreis Marburg-Biedenkopf, die werktäglich verlegt wird.
Die Zeitung wird von der Hitzeroth Druck + Medien GmbH & Co. KG verlegt. Sie behauptet mit ihrer Kernausgabe gegen die Konkurrenz des Hinterländer Anzeigers (früher: Marburger Neue Zeitung) etwa 90 Prozent des Marktes und ist außerdem der Marktführer im Landkreis Marburg-Biedenkopf. Es erscheinen die zwei Teilausgaben Marburg & Ostkreis und Hinterland. Neben der Print-Ausgabe erscheint seit 2007 auch eine Online-Ausgabe der Zeitung (E-Zeitung). Die verkaufte Auflage beträgt 27.811 Exemplare, ein Minus von 13 Prozent seit 1998. Im Verlag erscheint zudem das wöchentliche Anzeigenblatt Mein Samstag.

## Geschichte
Die Oberhessische Presse entstand 1951 aus dem Zusammenschluss der Oberhessischen Zeitung und der Marburger Presse. 2002 wurde die Mehrheitsbeteiligung von 51 Prozent von der Familie Hitzeroth an den externen Investor, die Verlagsgesellschaft Madsack verkauft, an dem auch die SPD Anteile besitzt. Wolfram Hitzeroth hielt weiter 49 Prozent am Unternehmen.
Am 1. Januar 2015 hat Wolfram Hitzeroth die 51 Prozent von Madsack zurückgekauft. 6 Prozent der Anteile hatte er vorher an seine Ehefrau Luise Hitzeroth übertragen. Sie sind seither die beiden alleinigen Inhaber der Hitzeroth Druck + Medien GmbH & Co. KG und der „Oberhessischen Presse“.
Deutschlandweite Aufmerksamkeit bekam die Zeitung 2013 im Rahmen des NSU-Prozesses, als sie den ihr zugelosten Presseplatz der FAZ überließ.

## Mitarbeiter
Momentan beschäftigt der Verlag zirka 120 Mitarbeiter. Wegen der Übernahme durch die Madsack-Verlagsgesellschaft hat sich die Mitarbeiterzahl in den letzten Jahren stark verändert. Zuvor gehörten dem Verlag bis zu 600 Mitarbeiter an. In dieser Zeit gehörten die 400 Zeitungszusteller noch zum Verlag und wurden von ihm entlohnt. Heute arbeiten sie für die ZVG mbH (Zeitungs-Vertriebs-Gesellschaft).

## Auflage
Die Oberhessische Presse hat wie die meisten deutschen Tageszeitungen in den vergangenen Jahren an Auflage eingebüßt. Die verkaufte Auflage ist in den vergangenen 10 Jahren um durchschnittlich 0,8 % pro Jahr gestiegen. Im vergangenen Jahr ist sie dagegen um 6,4 % gefallen. Sie betrug im dritten Quartal 2023 insgesamt 30.970 Exemplar. Der Anteil der Abonnements an der verkauften Auflage liegt bei 63 Prozent.
| 1998  | 1999  | 2000  | 2001  | 2002  | 2003  | 2004  | 2005  | 2006  | 2007  | 2008  | 2009  | 2010  | 2011  | 2012  | 2013  | 2014  | 2015  | 2016  | 2017  | 2018  | 2019  | 2020  | 2021  | 2022  | 2023  | 2024  |
| ----- | ----- | ----- | ----- | ----- | ----- | ----- | ----- | ----- | ----- | ----- | ----- | ----- | ----- | ----- | ----- | ----- | ----- | ----- | ----- | ----- | ----- | ----- | ----- | ----- | ----- | ----- |
| 31953 | 31576 | 30975 | 31190 | 31456 | 31084 | 30568 | 30207 | 29822 | 29207 | 28897 | 28013 | 28334 | 27799 | 27251 | 26346 | 25776 | 25051 | 24326 | 23756 | 23172 | 37051 | 35592 | 34241 | 31599 | 29708 | 27811 |

## Trivia
Nicht zu verwechseln ist sie mit der Oberhessischen Zeitung. Die Oberhessische Zeitung erscheint im südlichen Teil Oberhessens, als Lokalzeitung in Alsfeld im Vogelsbergkreis, wobei das Verbreitungsgebiet der Oberhessischen Presse dem nördlichen Teil, auch Oberkurhessen, zuzuordnen ist.